# Marcus Marius Gratidianus
Marcus Marius Gratidianus († November 82 v. Chr.) war der Neffe von Gaius Marius, ein Verwandter von Marcus Tullius Cicero und Schwager von Lucius Sergius Catilina. 

## Leben
Marcus Marius Gratidianus war der Sohn des Marcus Gratidius aus Arpinum und einer Schwester des Gaius Marius; er selber wurde von dessen Bruder Marcus Marius adoptiert. 87 v. Chr. begann er unter seinem Onkel Marius die Ämterlaufbahn als Volkstribun. Als solcher klagte er Quintus Lutatius Catulus als Verräter an und trieb ihn damit in den Selbstmord.
In den Jahren 85 und 84 v. Chr. bekleidete Gratidianus wohl zweimal direkt nacheinander die Prätur und erließ ein Edikt, dass minderwertige Denare geprüft und aus dem Verkehr gezogen werden sollten. Damit erwarb er sich beim Volk große Beliebtheit und quasi-göttliche Verehrung. Seneca spricht von Trank- und Speiseopfern an seinen Standbildern.
In diese Zeit fällt auch ein Rechtsstreit zwischen ihm und einem Gaius Sergius Orata um einen Hausverkauf, den Cicero kommentiert.
83–82 v. Chr. war Gratidianus eventuell als Proprätor in Sizilien. Im November des Jahres 82 v. Chr. besiegte Sulla in der Schlacht am Collinischen Tor die Anhänger des Marius und wurde zum Diktator für „Gesetzgebung und Wiederherstellung des Staates“ ernannt. Auf Sullas Befehl wurde Marcus Marius Gratidianus von  Catilina am Grab des Catulus zu Tode gefoltert.